# Риджвей (Айова)
Риджвей (англ. Ridgeway) — місто (англ. city) в США, в окрузі Віннешік штату Айова. Населення — 275 осіб (2020).

## Географія
Риджвей розташований за координатами 43°17′56″ пн. ш. 91°59′33″ зх. д. / 43.29889° пн. ш. 91.99250° зх. д. (43.298877, -91.992637).  За даними Бюро перепису населення США в 2010 році місто мало площу 2,64 км², уся площа — суходіл. В 2017 році площа становила 1,95 км², уся площа — суходіл.

## Демографія
Згідно з переписом 2010 року, у місті мешкало 315 осіб у 138 домогосподарствах у складі 77 родин. Густота населення становила 119 осіб/км².  Було 147 помешкань (56/км²).
Расовий склад населення:
| - 99,7 % — білих |

До двох чи більше рас належало 0,3 %. Частка іспаномовних становила 0,0 % від усіх жителів.
За віковим діапазоном населення розподілялося таким чином: 24,8 % — особи молодші 18 років, 59,6 % — особи у віці 18—64 років, 15,6 % — особи у віці 65 років та старші. Медіана віку мешканця становила 32,4 року. На 100 осіб жіночої статі у місті припадало 103,2 чоловіків;  на 100 жінок у віці від 18 років та старших — 94,3 чоловіків також старших 18 років.
Середній дохід на одне домашнє господарство  становив 50 677 доларів США (медіана — 47 708), а середній дохід на одну сім'ю — 62 348 доларів (медіана — 56 250). Медіана доходів становила 33 125 доларів для чоловіків та 33 750 доларів для жінок. За межею бідності перебувало 5,3 % осіб, у тому числі 2,0 % дітей у віці до 18 років та 2,6 % осіб у віці 65 років та старших.
Цивільне працевлаштоване населення становило 179 осіб. Основні галузі зайнятості: виробництво — 19,0 %, освіта, охорона здоров'я та соціальна допомога — 17,9 %, роздрібна торгівля — 15,6 %.